# Занде (Фризија)
Занде (њем. Sande) општина је у њемачкој савезној држави Доња Саксонија. Једно је од 7 општинских средишта округа Фрисланд. Према процјени из 2010. у општини је живјело 9.229 становника. Посједује регионалну шифру (AGS) 3455014, NUTS (DE94A) и LOCODE (DE SDE) код.

## Географски и демографски подаци
Занде се налази у савезној држави Доња Саксонија у округу Фрисланд. Општина се налази на надморској висини од 0 метара. Површина општине износи 44,9 km². У самом мјесту је, према процјени из 2010. године, живјело 9.229 становника. Просјечна густина становништва износи 206 становника/km².